# Toronto Ravinas
Toronto Ravinas / Toronto Falcons je bil profesionalni hokejski klub iz Toronta. Deloval je v ligi Canadian Professional Hockey League v sezoni 1927/28. 
Klub je deloval kot podružnično moštvo NHL kluba Toronto Maple Leafs. Vodilni strelec moštva je bil Joe Primeau, ki je bil kasneje sprejet v Hokejski hram slavnih lige NHL. Za moštvo je igral tudi bivši igralec Leafsov Bert Corbeau, ki je svojo kariero zaključil v Can-Pro ligi. Moštvo je treniral Frank J. Selke, ki so ga leta 1929 Leafsi najeli za pomočnika športnega direktorja Conna Smythea. 
Moštvo je delovalo pod imenom Toronto Ravinas, dokler ga niso Leafsi februarja 1928 odkupili in preimenovali v Toronto Falcons. Klub je domače tekme sprva igral v dvorani Ravina Gardens, ki se je tedaj nahajala na zahodnem koncu Toronta. Obisk tekem je bil skromen (celo otvoritveno tekmo sezone je obiskalo le 1.500 gledalcev), zato so Maple Leafsi klub za nekaj tekem preselili v dvorano Arena Gardens. Klub je igral proti koncu sezone domače tekme tudi v Brantfordu, Ontario, kar gre v veliki meri pripisati skromnemu obisku v Torontu. Tudi medtem ko se je moštvo borilo za uvrstitev v končnico, je obisk ostal skromen. 14. marca 1928 so tako v dvorano Ravina Gardens privabili le 700 obiskovalcev. 
Klub je sezono končal z razmerjem 20-18-4 iz 42 tekem, kar je bilo dovolj za tretje mesto na lestvici (liga je imela osem moštev). Klub so po koncu sezone razpustili, nekateri igralci so za naslednjo sezono okrepili moštvo London Panthers. 